# 16. војвођанска дивизија НОВЈ
Шеснаеста војвођанска дивизија била је дивизија Народноослободилачке војске Југославије, формирана 2. јула 1943. у источној Босни, наредбом Врховног штаба НОВ и ПОЈ од Прве, Друге и Треће војвођанске ударне бригаде. Први командант дивизије био је Данило Лекић Шпанац, политички комесар Стефан Митровић, а начелник Штаба Љубиша Урошевић.
Октобра 1943. у њен састав ушла је Четврта, а у новембру и Пета војвођанска бригада. Марта 1944. из састава дивизије изашле су Трећа и Пета војвођанска бригада, а у саставу дивизије биле су још и Артиљеријска бригада (од 18. новембра 1944) и Петнаеста војвођанска бригада Шандор Петефи (од 1. јануара 1945). Приликом формирања дивизија је имала 1.550 бораца, крајем новембра 1943. нарасла је на 6.123, а средином фебруара 1945. имала је 8.598 бораца.
Попуна дивизије вршена је најпре из Срема, а касније и из осталих делова Војводине. Од формирања до 1. јула 1944. дивизија је била под командом Главног штаба НОВ и ПО Војводине, од 1. јула 1944. до 1. јануара 1945. у саставу Дванаестог војвођанског корпуса, а од 1. јануара 1945. до краја у саставу Треће армије ЈА.

## Борбени пут 16. дивизије
Током завршне фазе Пете непријатељске офанзиве, јула 1943. јединице Шеснаесте војвођанске дивизије дејствовале су у правцу пробоја Прве пролетерске дивизије и водиле тешке борбе против јаких немачких, усташко-домобранских снага на комуникацији Зворник-Тузла и у рејону Шековића. У садејству са Првом пролетерском ударном бригадом делови Шеснаесте дивизије разбили су 5. јула један батаљон немачке 369. легионарске дивизије, делове разбијене усташке Прве бригаде и 15. домобранске пуковије и ослободиле Зворник. Ноћу 30/31. јула, Прва војвођанска бригада и делови Мајевичког партизанског одреда разбили су код Лопара групу од 450 четника, а ноћу 7/8. августа Прва војвођанска бригада је заузела Јању. Шеснаеста војвођанска дивизија је 9/10. августа ослободила Бијељину, али ју је напустила 16. августа. Ноћу 10/11. септембра после оштре трочасовне борбе против усташке 22. бојне, јединице Прве и Друге војвођанске бригаде ослободиле су Власеницу, 14/15. септембра заузеле су Цапарде, а 16. септембра ослободиле Босанску Рачу, 24. септембра поново Бијељину и 29. септембра Зворник.
Почетком октобра 1943. године јединице Шеснаесте дивизије учествовале су у ослобођењу села Пурачића и Лукавца одбијајући непријатеља из правца Добоја и гонећи га према Грачаници. Затим се дивизија вратила у Семберију и Посавину и 19. октобра извршила неуспели напад на немачко-усташки гарнизон у Брчком. У новембру су Друга и Четврта војвођанска бригада успешно одолевале нападима немачке 187. дивизије и 5. и 8. домобранске пуковије из Брчког према Грачаници, Тузли и Бијељини. У тешким борбама до 15. новембра оне су принудиле непријатеља да се повуче у Брчко. затим су чистиле Мајевицу и Требаву од четника, а Прва војвођанска бригада се ноћу 20/21. новембра пребацила у Срем, где је наредних дана напала Гргуревце и крајем новембра се поново вратила у Босну.
У децембру 1943. године Шеснаеста дивизија је наставила дејства у рејону Грачанице, а 15/16. децембра напала је усташко-домобранско упориште у Соколу и после тешке борбе заузела га. Затим је водила борбе против надмоћнијих немачких снага на Мајевици и у Семберији. Од 17. до 20. јануара 1944. године учествовала је са јединицама Трећег босанског корпуса у поновном нападу на Тузлу коју су бранили 5. и 8. пуковија Треће домобранске ловачке бригаде и немачка борбена група Шварц и ужурбано радиле на утврђивању места. Борбе за Тузлу су прекинуте 20. јануара јер је непријатељу пристигло појачање. Затим је чистила од четника Требаву, Мајевицу, долину реке Спрече и нападала комуникацију Тузла-Добој. Ноћу 16/17. фебруара напала је Грачаницу, заузела цело место, сем болнице из које се бранила до зоре 5. домобранска бригада и 3. бојна 2. домобранске бригаде. Дивизија се повукла из Грачанице, али ју је 18. фебруара заузела, разбивши њену посаду, затим је порушила мост на реци Спречи код села Карановца.
Посебно тешке борбе Шеснаеста дивизија је водила априла 1945. године против немачке 7. СС и 13. СС дивизије и 3. домобранског ловачког здруга на простору Гајеце, Челића, Кораја, Забрђе, затим у рејону Шековића и Власенице, 4. маја при ослобођењу Кладња, а 11. маја - пошто није успела да пређе преко Дрине за Србију - враћена је према Тузли и Олову. У другој половини маја дејствовала је на Мајевици, око Лопара и на планини Коњуху, а у јуну је поново водила борбе око Лопара и заузела непријатељска упоришта дуж пруге Олово-Завидовићи. Затим је разбила четничке снаге на Озрену, а у другој половини јула за време немачке офанзиве у источној Босни, учествовала је у одбрани слободне територије Брчког и Шековића, а после напорног марша из источне у средњу Босну, прихватила је 28/29. јула Шесту личку пролетерску дивизију која је форсирала реку Босну на одсеку села Бегов Хан-Немила.
Пошто је почетком августа 1944. године поново био осујећен покушај преласка Дванаестог војвођанског корпуса у Србију, Шеснаеста војвођанска дивизија је у његовом саставу извршила покрет у правцу Фоче, водећи уз пут тешке борбе при преласку комуникација Хан-Пијесак-Соколац, Соколац-Рогатица, Вишеград-Сарајево и Фоча-Калиновик; затим се уз сталне борбе пребацила преко Зеленгоре, Маглића и Вучева у Црну Гору, на подручје Дурмитора, где је учествовала у Дурмиторској операцији. Одатле се, почетком септембра, преко Голије и Херцеговине, поново вратила и источну Босну, где се 5/6. септембра 1944. године, код Старог Брода приручним средствима пребацила преко Дрине у Србију.
После разбијања четничких снага и јединица Српског добровољачког корпуса на Тари, Повлену и Медведнику у првој половини септембра, јединице Шеснаесте војвођанске дивизије су ослободиле Крупањ, 21. септембра. Сутрадан, на положају Церје, Белег, Главица, Лисина код Крупња јединице Шеснаесте дивизије су сломиле отпор три четничке бригаде 4. јуришног корпуса, одбациле их према Гучеву и Церу, и заузеле рудник антимона Зајачу. После оштре борбе против четника, припадника Руског заштитног корпуса, Српског доборовољачког корпуса и Српске државне страже Шеснаеста дивизија је ослободила Лозницу и Бању Ковиљачу 24. септембра, а крајем септембра и почетком октобра разбила је на Церу остаке 4. групе четничких јуришних корпуса, корпус горске гарде, делове пука РЗК, батаљон СДК и батаљон немачког полицијског пука, заузела Лешницу, продрла у Мачву и Поцерину и пришла Шапцу са западне, јужне и источне стране.
Заједно са Једанаестом крајишком дивизијом извршила је од 9. до 10. октобра напад на Обреновац, који није успела да заузме, а затим учествује у борбама за ослобођење Београда. У близини села Скела, код Обреновца, разбила је већу групу немачких војника, који су се пробијали од Авале. На одсеку села Скела, Купиново и код Умке јединице Шеснаесте и Тридесетшесте војвођанске дивизије, 117. и 374. противавионски пукови, 144. и 563. минобацачки пукови и 221. хаубички пук Црвене армије форсирали су 21/22. октобра реку Саву и отпочели операције у Срему. Са деловима Тридесетшесте дивизије разбила је немачку одбрану на каналу Јарлина 26. октобра и наредног дана ослободила Руму, а 1. новембра и Сремску Митровицу. Наредних дана Шеснаеста дивизија ослобађа села Манђелос, Лежимир, Дивош и Бингулу, а 10. новембра је пребачена у Нови Сад и затим у Сомбор, ради одмора, попуне и преоружања.
Почетком децембра 1944. године Шеснаеста дивизија смењује јединице Црвене армије на левој обали реке Драве, од Сентборбаша до Торјанаца, а 9. децембра форсира Драву на одсеку Мославина-Чађавица где до краја децембра води врло оштре борбе на Вировитичком мостобрану. Затим је, бранећи одсек река Драва-село Носковци-село Врањешевац-Чађавица-село Црнац, одолевала нападима јаких немачких снага више од месец дана, за које је време претрпела знатне губитке. Након тога се током 9. и 10. фебруара повукла на леву обалу реке Драве, на одсек од Торјанаца до Болмана. Марта 1945. године учествовала је у борбама за ликвидацију немачког мостобрана на левој обали Драве, северно од Валпова и ноћу 22/23. марта, с осталим јединицама Дванаестог војвођанског корпуса, избила на Драву на одсеку Гатски рид-Света Ана, а наредног дана, после стварања мостобрана на десној обали Драве, ослободила је, у садејству са Тридесетшестом дивизијом - Валпово, а 15. априла у садејству са бугарски 24. пешадијским пуком 3. дивизије - Доњи Михољац. У другој половини априла учествовала је у ослобођења Нашица, Подравске Слатине, Вировитице, а од 4. до 9. маја - Бјеловара, Крижеваца и Крапине. Потом је учествовала у гоњењу непријатеља у правцу Цеља и разоружавању јединица немачке 22. и 181. дивизије у рејону североисточно од Цеља.
У току 14. маја Шеснаеста војвођанска дивизије је камионима превезена из Цеља у Љубљану и сутрадан преко Тржича у Аустрију, у рејон Едердорф, Занкт Фајт, где је остала до 20. маја, а затим враћена у Словенију, на простор Тржич, Блед, Јесенице, Подкорен где је завршила свој ратни пут.

## Командни састав дивизије
- Команданти дивизије:
  - Данило Лекић Шпанац — од формирања дивизије до јула 1944.
  - Марко Перичин Камењар — од јула 1944. до краја рата
- Политички комесари дивизије:
  - Стефан Митровић — од формирања дивизије до марта 1944.
  - Пашко Ромац — од марта 1944. до краја рата
- Начелници Штаба дивизије:
  - Љубиша Урошевић — од формирања дивизије до октобра 1943.[б]
  - Периша Грујић — од јула 1944.
  - Милош Пајковић